# Igreja Católica no Tajiquistão
A Igreja Católica no Tajiquistão, ou Tadjiquistão, é parte da Igreja Católica universal, em comunhão com a liderança espiritual do Papa, em Roma, e da Santa Sé. O relatório de perseguição religiosa de 2024 da fundação Portas Abertas considerou o Tajiquistão como o 46.º país que mais persegue os cristãos no mundo. A guerra no vizinho Afeganistão e a tomada do poder pelo Talibã, gerou ainda mais instabilidade no Tajiquistão, especialmente pelo aumento da atividade de grupos terroristas.

## História
O cristianismo chegou ao atual território tajique por missionários nestorianos no século VI. No século seguinte, os cristãos passam a conviver na região com os muçulmanos e o islamismo chegou cerca de um século depois. A convivência teve um ponto final durante o governo de Tamerlão, que erradicou os cristãos, no século XIV.

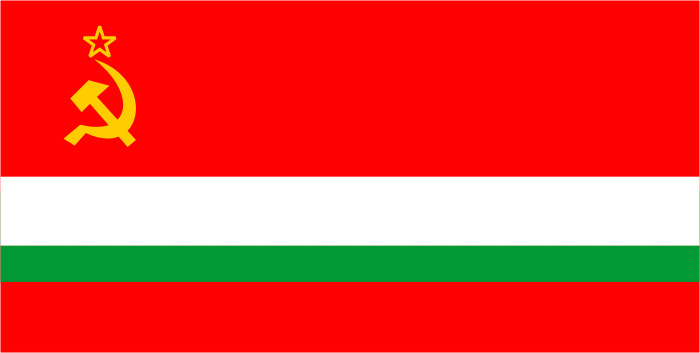
Bandeira da República Socialista Soviética Tajique.

No século XIX, parte do território do Tajiquistão é invadido e conquistado pelo Império Russo. Após 1885, todo o atual território tajique era parte da Rússia. Seus governantes eram russos ortodoxos, embora a população tajique permanecia sendo completamente muçulmana. Durante o governo soviético de Stalin, nos anos 1930, uma grande quantidade de russos, alemães, ucranianos, bielorrussos e poloneses foram enviados ao Tajiquisão, o que levou a um grande crescimento no número de cristãos no país. Entretanto, muitos voltaram a seus países de origem após a morte de Stalin, fazendo o total de cristãos decrescer novamente. Durante todo o período de domínio soviético, o Estado era oficialmente ateu. No final da década de 1970, a própria intolerância do regime à prática da religião favoreceu o seu aparecimento: os primeiros padres e leigos católicos foram enviados ao Tajiquistão como deportados, em sua maioria alemães, poloneses e lituanos.

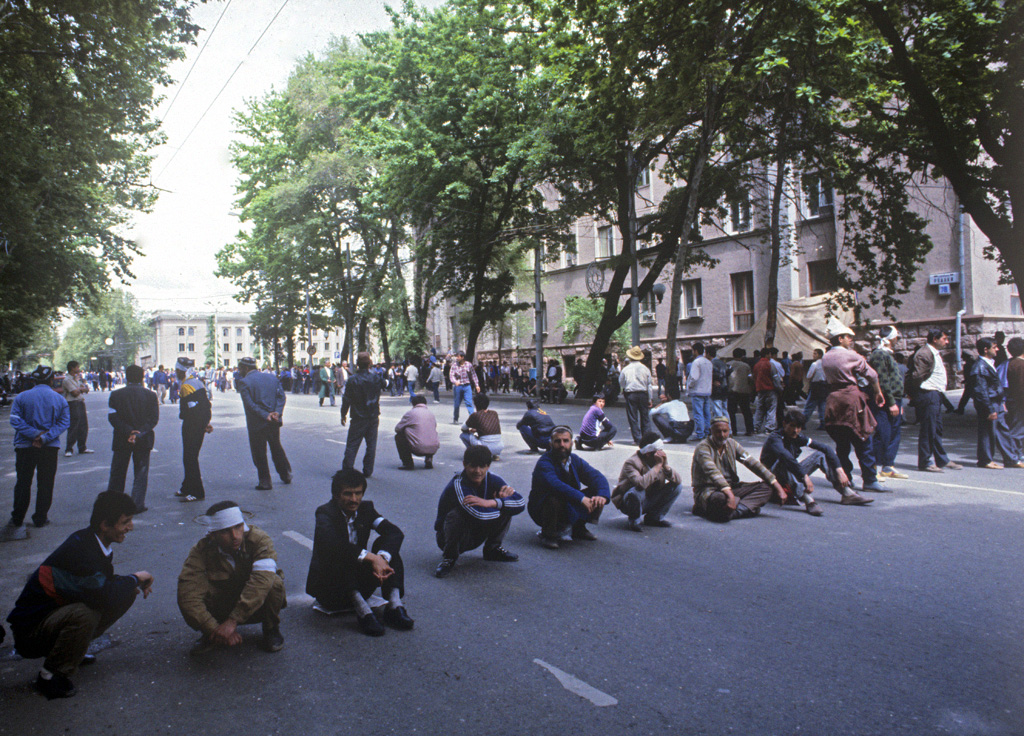
Guerra civil tajique.

A independência da União Soviética só veio em 1991, acompanhada de uma violenta guerra civil. Com a emancipação política do país, muitos católicos prisioneiros políticos que residiam no Tajiquistão, puderam retornar a seus países de origem, restado uma pequena comunidade de duas igrejas, administradas pelas irmãs de Santa Teresa de Calcutá. Esta foi a única presença católica tajique até a chegada de um sacerdote do Verbo Encarnado, em 1997. Em 29 de setembro de 1997, o Papa João Paulo II erigiu a Missão sui iuris do Tajiquistão, cobrindo todo o território do país.

## Atualmente
Apesar de o islamismo hanafi ser a religião do Estado, o Tajiquistão não é propriamente um estado muçulmano, já que as entidades religiosas são rigorosamente controladas pelo governo: tanto o islã, quanto as outras religiões, que são consideradas "não tradicionais". A população também é secularizada, e segue o islã muito mais por enlace cultural do que propriamente religioso. As atividades religiosas de todas as denominações são controladas pelo governo.
Os cidadãos tajiques de origem muçulmana que se convertem ao cristianismo sofrem pressão familiar e social. As mulheres podem sofrer violência doméstica, sexual, e casamentos forçados com muçulmanos. Os homens convertidos também sofrem pressão no trabalho e nas Forças Armadas.

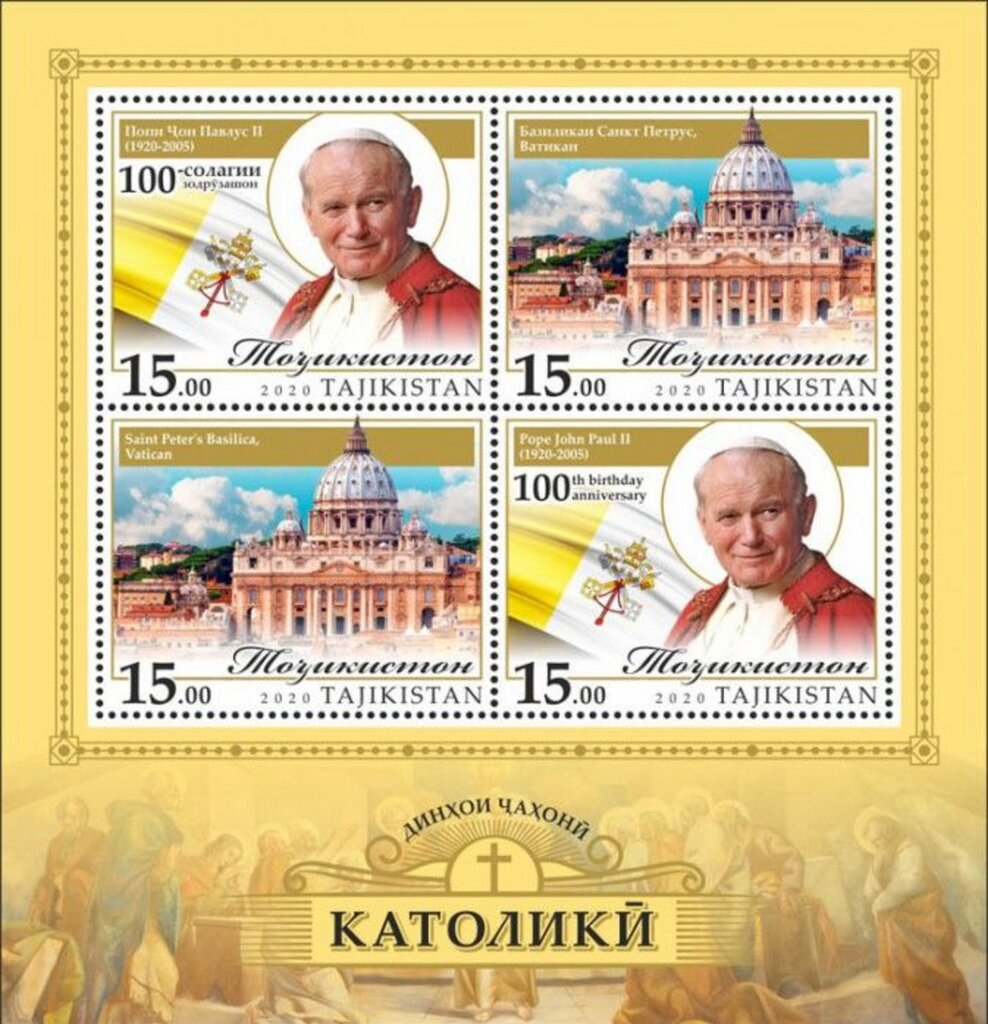
Selo postal comemorativo lançado pelo governo tajique pelo centenário do nascimento de São João Paulo II.

A legislação antiterrorismo aprovada no início dos anos 2000, foi utilizada pelo governo para cercear a liberdade religiosa. Em 2007, um projeto de lei enviado ao Parlamento e ao presidente, Emomali Rahmon, causou preocupação entre as lideranças das religiões minoritárias. O texto previa que uma comunidade religiosa deveria contar com ao menos 400 membros, sendo que a legislação do país prevê que eram apenas 10 o número mínimo. A comunidade católica seria muito afetada se a proposta fosse aprovada, já que o número de fiéis da época era de 250. O padre Carlos Ávila, chefe da Missão sui iuris do Tajiquistão, disse em entrevista à Rádio Vaticano: "A nossa comunidade é muito pequena e não sabemos como será possível registrá-la se essa lei for aprovada". Como se não bastasse, outra consequência do projeto de lei é de que cidadãos estrangeiros ficariam proibidos de administrar e constituir comunidades e organizações religiosas, o que colocaria em xeque toda a atuação católica em território tajique, já que todos os padres do país naquela época eram missionários argentinos, membros do Instituto do Verbo Encarnado.
Em 2012, "Ano da Fé", proclamado pelo Papa Bento XVI, houve celebrações pelos 15 anos da ereção da Missão sui iuris do Tajiquistão. Em 2018, foi aprovada a Lei da Religião de 2009, igualmente prejudicial ao projeto de 2007, e proibiu no país a atividade religiosa não registrada, o ensino religioso privado e o proselitismo, além disso, dá ao governo o direito de intervir em questões religiosas, a nomeação de líderes religiosos, especialmente dos muçulmanos, de aprovar ou não o conteúdo de homilias e sermões, e a censura de material religioso, como bíblias. Uma lei de 2011 desautorizou os menores de 18 anos de participar de atividades religiosas. Em 25 de junho de 2016, foi ordenado sacerdote o primeiro cidadão tajique da história: Orzú Saidshoev, de 25 anos, recebeu o sacramento da ordem em Montefiascone, na Itália. Relatos sobre a participação religiosa dos católicos do país, mostram uma comunidade muito ligada à fé, como na Vigília Pascal de 2018, que contava com a presença de cerca de 120 pessoas na Paróquia São José, em Dushambe, incluindo 25 a 30 estrangeiros, entre eles, diplomatas ocidentais e o embaixador dos Estados Unidos que reside no país. O padre Pedro Ramiro López, chefe da missão sui iuris, conta que toda a comunidade católica tajique se reúne nas maiores solenidades da Igreja: a Vigília Pascal, o Natal, além da festa de Nossa Senhora de Luján.
| “ | Quando estamos todos juntos, a celebração é mais solene. Explicamos a importância da festa para todos os cristãos. Na Missa da Vigília Pascal lemos as oito leituras em diversos idiomas, para manifestar a universalidade da igreja: tajique, russo, inglês, espanhol, italiano e tagalo. | ” |
|   | — Padre Pedro Ramiro López, chefe da Missão sui iuris do Tajiquistão. |   |

Em julho de 2021, surge um motivo de alegria para a pequena comunidade católica tajique: a fundação do primeiro mosteiro católico em seu território, e que foi dedicado a São João Paulo II. Gerido pelos missionários argentinos do Instituto do Verbo Encarnado, o mosteiro conta com quatro religiosas de clausura, em constante oração, vindas do Uzbequistão, Argentina e Paraguai. A inauguração do local contou ainda com um fato raro: uma procissão pública com uma imagem de Nossa Senhora de Luján num país de maioria islâmica.

## Organização territorial

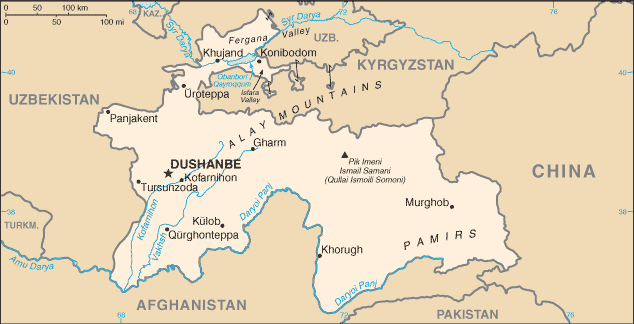
A Missão sui iuris do Tajiquistão cobre todo o território do país.

O catolicismo está presente no país por uma circunscrição eclesiástica de rito romano, a Missão sui iuris do Tajiquistão, que cobre todo o território do país, e possui três paróquias: Santa Teresinha do Menino Jesus, em Chkalovsk; São José, em Dushambe; e Qurghonteppa. Há também a Administração Apostólica do Cazaquistão e Ásia Central, sediada no Cazaquistão, que abrange todos os países da Ásia Central, e é voltado aos fiéis católicos de rito bizantino.

## Conferência Episcopal
A Conferência dos Bispos da Ásia Central reúne os bispos de diversos países: Afeganistão, Azerbaijão, Cazaquistão, Mongólia, Quirguistão, Tajiquistão, Turcomenistão e Uzbequistão, e foi criada em 8 de setembro de 2021. Sua sede fica em Astana, no Cazaquistão.

## Nunciatura Apostólica
A Nunciatura Apostólica do Tajiquistão foi criada em 1996, e sua sede fica localizada em Astana, no Cazaquistão.